# Полотно

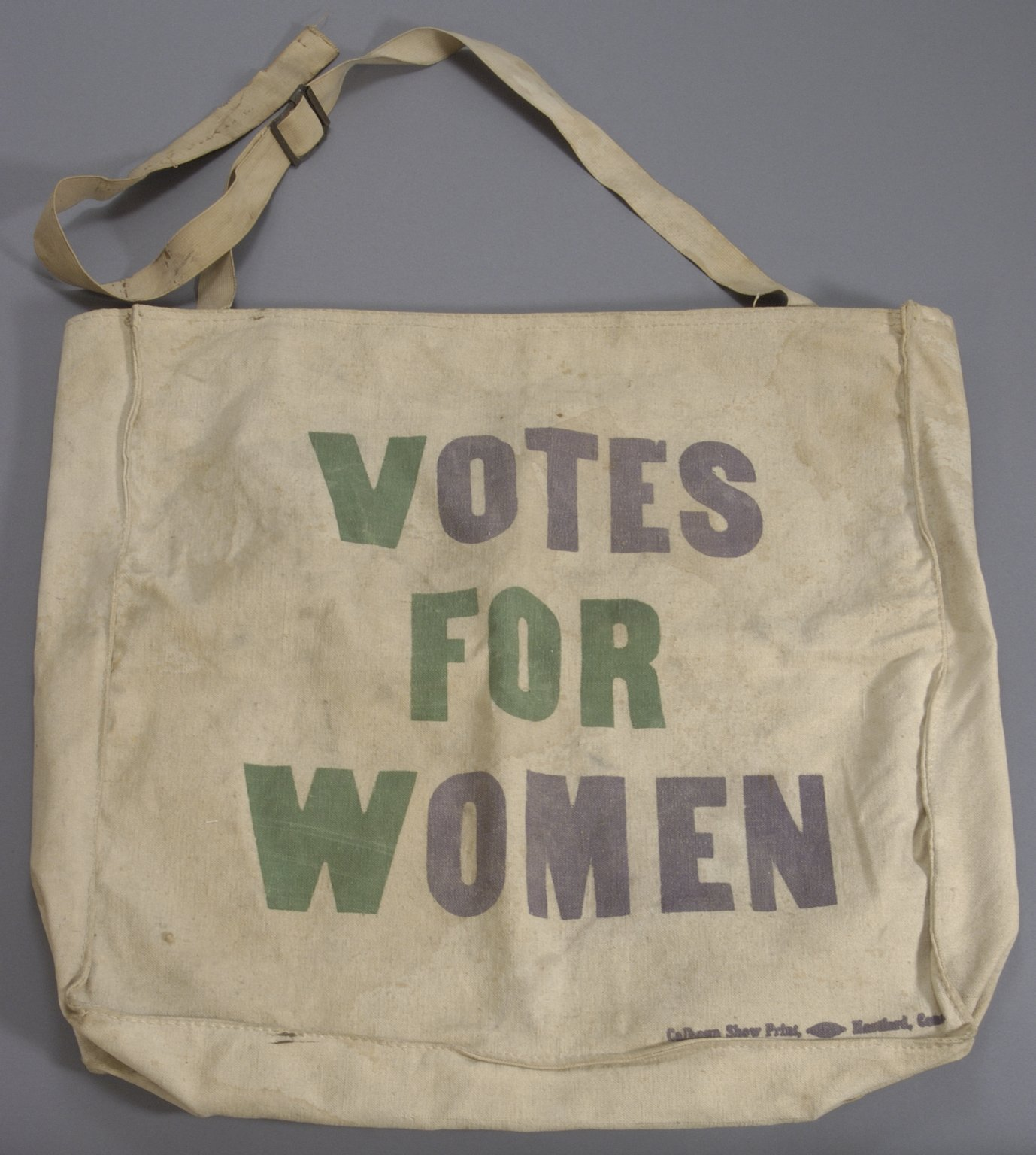
Сумка з полотна

Полотно́ (прасл. *poltьno — «лляна тканина») — гладка і щільна лляна чи конопляна тканина найпростішого переплетення, що отримало від неї назву полотняного. Нитки основи й утоку в ній чергуються в шаховому порядку (рапорт основи дорівнює рапорту утоку).
Полотно тчеться з чесаної і пачосньої пряжі, щільність його залежить від номера пряжі. Обробка полягає у вибілюванні і каландруванні для надання глянцю. До поширення бавовняних і джутових тканин у середині XIX ст. виробництво полотна залишалося високим, потім воно пішло на спад, скоротившись удвічі. Наприкінці XIX — початку XX ст. спостерігалося зростання обсягів його виробництва.

## Види

### Домашнє полотно

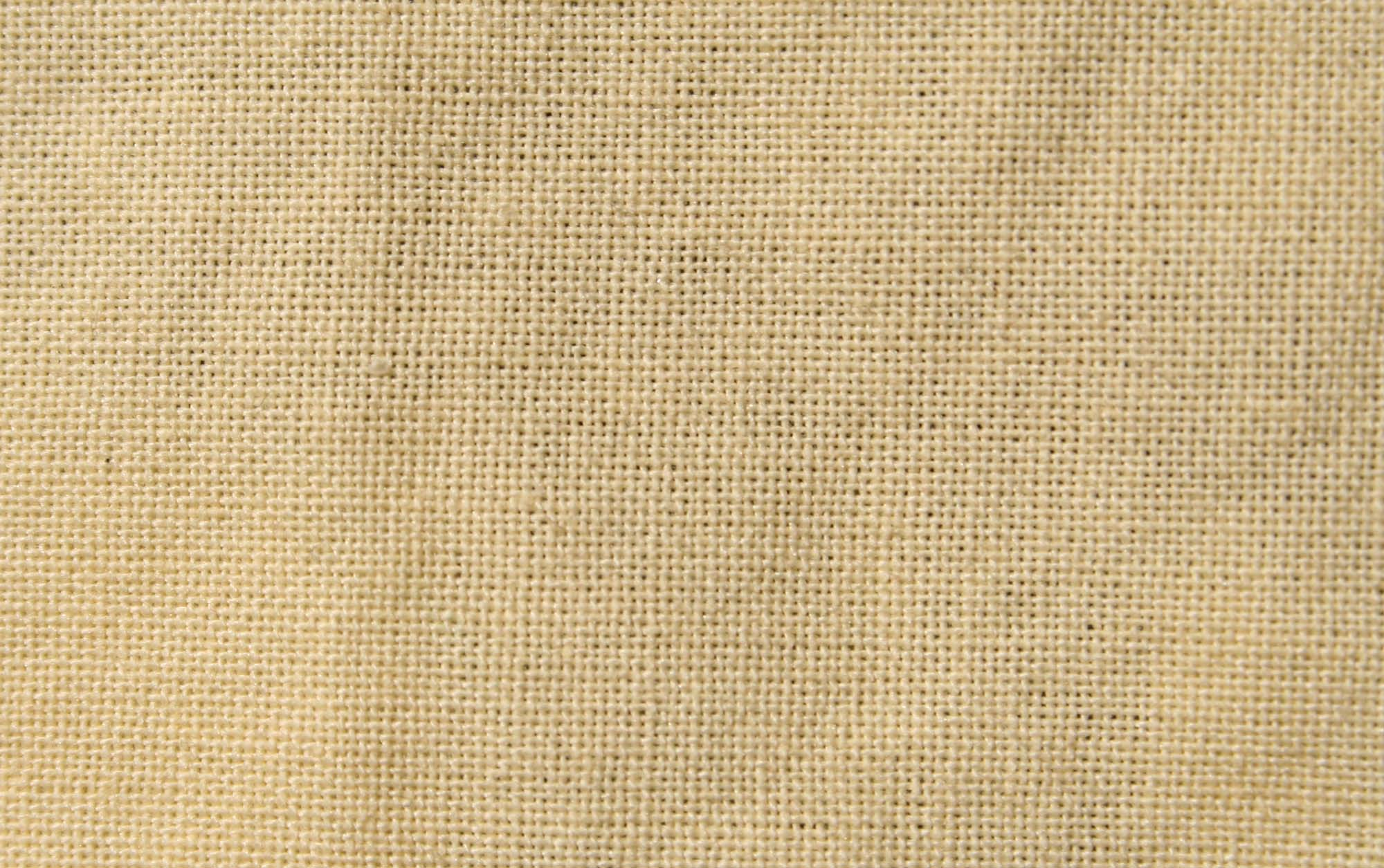
Текстура ряднини

Домотканне полотно (розм. «полотнина») масово виготовлялося селянами до поширення фабричних тканин. З льону (конопель) приготували кужіль (чесану і пачосню), пряли пряжу різної товщини і ткали полотно на ручному верстаті.
Гребінне чи пачіснє полотно (гребі́нниця) вироблялося із чесаної на гребінках кужелі, і призначалося воно для верхнього одягу. З першого ґатунку кужелі, «тринадцятки», виробляли найтонше полотно, яке теж звалося тринадцяткою. Воно призначалося для спідньої білизни.
Полотно для рядна називалося рядниною (це слово також вживали в значенні «рядно»), а також валовиною, вереттям. Для його ткання використовували вал — грубу пряжу, на яку йшли відходи від чесання кужелі. Рядниною звали й одяг з такої тканини, згідно зі «Словарем української мови» Б. Грінченка «ряднина» — позначення поганенького рядна.

### Батист
Батист — лляна (також бавовняна) тканина полотняного переплетення. З усіх видів полотна є найтоншим, бо виробляється з пряжі найвищих номерів (вище ніж 150).

### Полотно для вишивання
Одяг і рушники з полотна могли прикрашати вишивкою. Для вишивання картин використовується спеціальне полотно — канва.

### Малярське полотно

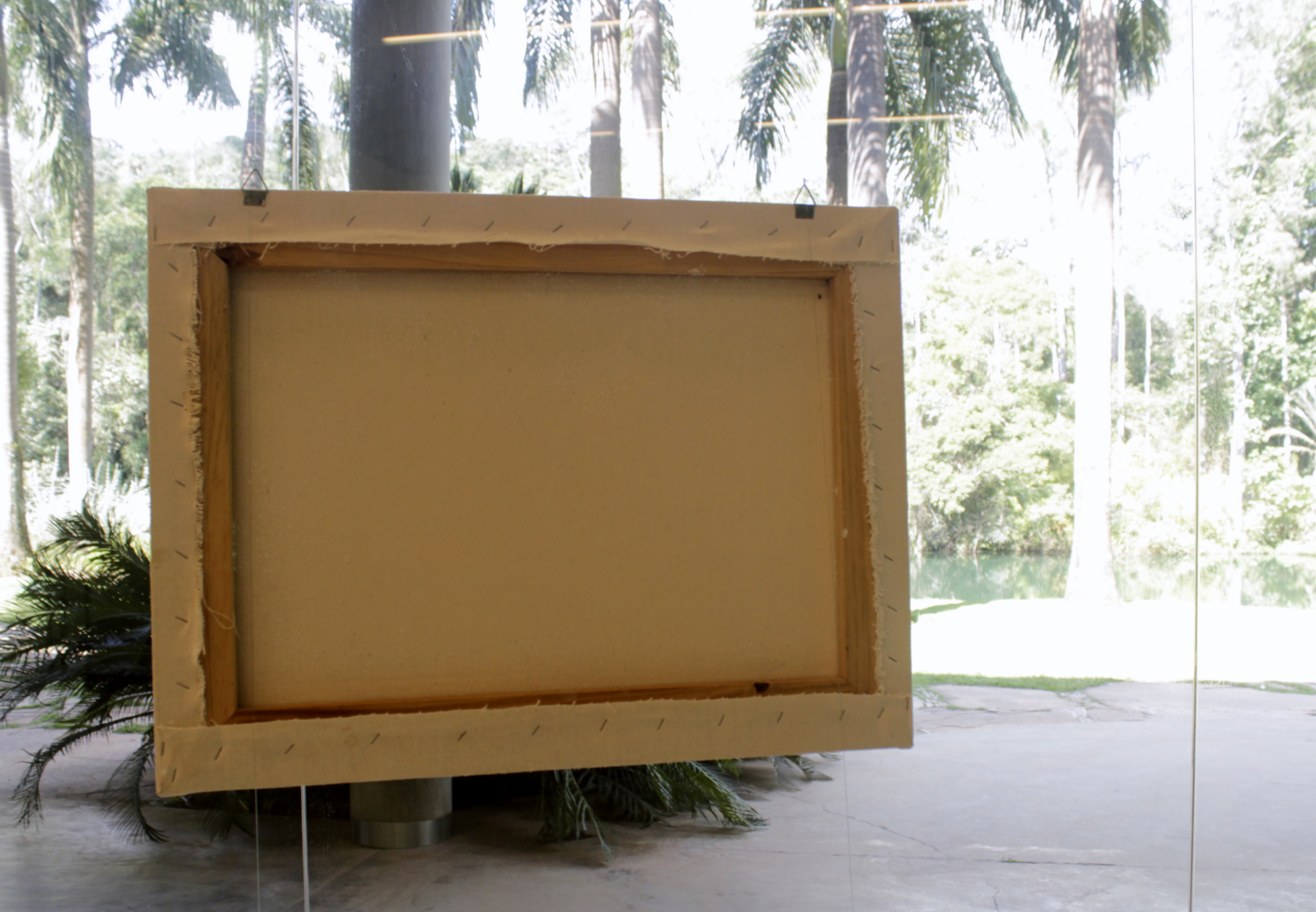
Малярське полотно на підрамнику

Полотно — тканинна основа для малювання картини олією, матеріал, на який наноситься фарбовий шар. Перед використовуванням малярське полотно проклеюють, ґрунтують і натягають на підрамник.

### Парусина
Парусина — грубе, цупке лляне або напівлляне полотно, з якого шиють вітрила, а також чохли, спецодяг, намети.

## Одяг
- Полотня́нка — діалектна назва верхнього селянського жіночого та чоловічого одягу з домотканого грубого полотна[13].
- Полотняник — літній формений одяг Російської імператорської армії і флоту, полотняний кітель чи сюртук.

## Інше
- Полоте́нце — широка смуга, що розділяє групи отворів у мережці[14].